# Radwimps - Human Bloom Tour 2017
Radwimps - Human Bloom Tour 2017 (Radwimps ヒューマン ブルーム ツアー) é o sexto álbum de vídeo e o primeiro álbum ao vivo da banda de rock japonesa Radwimps. Foi lançado no dia 18 de outubro de 2017 como registro da Human Bloom Tour 2017, que foi a turnê nacional para promoção dos discos Your Name e Human Bloom.
A turnê contou com 21 apresentações ao todo, com a primeira sendo realizada no dia 25 de fevereiro de 2017 no Marine Messe Fukuoka, em Fukuoka , e foi encerrada no dia 10 de maio no lendário Nippon Budokan, em Tóquio.
A apresentação contida no álbum foi gravada durante o antepenúltimo show da Human Bloom Tour, realizado no Saitama Super Arena em Saitama, Tóquio, no dia 30 de abril de 2017.

## Faixas

### Álbum ao vivo

#### Disco 1
| N.º | Título                                    | Compositor(es) | Duração |  |
| 1.  | "Opening"                                 | Yojiro Noda    | 1:51    |  |
| 2.  | "Lights go out"                           | Yojiro Noda    | 2:57    |  |
| 3.  | "Yume tōrō 「夢灯籠」"                    | Yojiro Noda    | 1:58    |  |
| 4.  | "Hikari 「光」"                           | Yojiro Noda    | 4:13    |  |
| 5.  | "AADAAKOODAA"                             | Yojiro Noda    | 4:58    |  |
| 6.  | "05410-(ん)"                              | Yojiro Noda    | 3:03    |  |
| 7.  | "Iron Bible 「アイアンバイブル」"         | Yojiro Noda    | 6:18    |  |
| 8.  | "O&O"                                     | Yojiro Noda    | 3:22    |  |
| 9.  | "Ame no Hi ni Kiku 「アメノヒニキク」"    | Yojiro Noda    | 6:41    |  |
| 10. | "Toaru Haru no Hi 「トアルハルノヒ」"     | Yojiro Noda    | 12:59   |  |
| 11. | "Bō Ningen 「棒人間」"                    | Yojiro Noda    | 4:53    |  |
| 12. | "Bring me the morning"                    | Yojiro Noda    | 0:51    |  |
| 13. | "Mitsuha no Tēma 「三葉のテーマ」"        | Yojiro Noda    | 2:05    |  |
| 14. | "Supākuru 「スパークル」 [original ver.]" | Yojiro Noda    | 9:39    |  |
| 15. | "DADA"                                    | Yojiro Noda    | 4:14    |  |
| 16. | "Setsunarensa 「セツナレンサ」"           | Yojiro Noda    | 3:28    |  |

#### Disco 2
| N.º | Título                                       | Compositor(es) | Duração |  |
| 1.  | "Oshakashama 「おしゃかしゃま」"             | Yojiro Noda    | 12:20   |  |
| 2.  | "Masu. 「ます。」"                           | Yojiro Noda    | 2:36    |  |
| 3.  | "Kimi to Hitsuji to Ao 「君と羊と青」"       | Yojiro Noda    | 11:17   |  |
| 4.  | "Zen Zen Zense 「前前前世」 [original ver.]" | Yojiro Noda    | 9:16    |  |
| 5.  | "Kokuhaku 「告白」"                          | Yojiro Noda    | 9:13    |  |
| 6.  | "O Aiko 「おあいこ」"                        | Yojiro Noda    | 5:12    |  |
| 7.  | "Toremoro 「トレモロ」"                      | Yojiro Noda    | 7:19    |  |
| 8.  | "Iin Desu ka? 「いいんですか？」"            | Yojiro Noda    | 4:48    |  |
| 9.  | "Nandemonaiya 「なんでもないや」"            | Yojiro Noda    | 7:07    |  |
| 10. | "Saihate Ai ni 「サイハテアイニ」"           | Yojiro Noda    | 4:43    |  |
| 11. | "Kaishin no Ichigeki 「会心の一撃」"         | Yojiro Noda    | 5:35    |  |

### Álbum de vídeo

#### Disco 1 - Apresentação ao vivo
| N.º | Título                                       | Compositor(es) | Duração |  |
| 1.  | "Opening"                                    | Yojiro Noda    | 1:51    |  |
| 2.  | "Lights go out"                              | Yojiro Noda    | 2:57    |  |
| 3.  | "Yume tōrō 「夢灯籠」"                       | Yojiro Noda    | 1:58    |  |
| 4.  | "Hikari 「光」"                              | Yojiro Noda    | 4:13    |  |
| 5.  | "AADAAKOODAA"                                | Yojiro Noda    | 4:58    |  |
| 6.  | "05410-(ん)"                                 | Yojiro Noda    | 3:03    |  |
| 7.  | "Iron Bible 「アイアンバイブル」"            | Yojiro Noda    | 6:18    |  |
| 8.  | "O&O"                                        | Yojiro Noda    | 3:22    |  |
| 9.  | "Ame no Hi ni Kiku 「アメノヒニキク」"       | Yojiro Noda    | 6:41    |  |
| 10. | "Toaru Haru no Hi 「トアルハルノヒ」"        | Yojiro Noda    | 12:59   |  |
| 11. | "Bō Ningen 「棒人間」"                       | Yojiro Noda    | 4:53    |  |
| 12. | "Bring me the morning"                       | Yojiro Noda    | 0:51    |  |
| 13. | "Mitsuha no Tēma 「三葉のテーマ」"           | Yojiro Noda    | 2:05    |  |
| 14. | "Supākuru 「スパークル」 [original ver.]"    | Yojiro Noda    | 9:39    |  |
| 15. | "DADA"                                       | Yojiro Noda    | 4:14    |  |
| 16. | "Setsunarensa 「セツナレンサ」"              | Yojiro Noda    | 3:28    |  |
| 17. | "Oshakashama 「おしゃかしゃま」"             | Yojiro Noda    | 12:20   |  |
| 18. | "Masu. 「ます。」"                           | Yojiro Noda    | 2:36    |  |
| 19. | "Kimi to Hitsuji to Ao 「君と羊と青」"       | Yojiro Noda    | 11:17   |  |
| 20. | "Zen Zen Zense 「前前前世」 [original ver.]" | Yojiro Noda    | 9:16    |  |
| 21. | "Kokuhaku 「告白」"                          | Yojiro Noda    | 9:13    |  |
| 22. | "O Aiko 「おあいこ」"                        | Yojiro Noda    | 5:12    |  |
| 23. | "Toremoro 「トレモロ」"                      | Yojiro Noda    | 7:19    |  |
| 24. | "Iin Desu ka? 「いいんですか？」"            | Yojiro Noda    | 4:48    |  |
| 25. | "Nandemonaiya 「なんでもないや」"            | Yojiro Noda    | 7:07    |  |
| 26. | "Saihate Ai ni 「サイハテアイニ」"           | Yojiro Noda    | 4:43    |  |
| 27. | "Kaishin no Ichigeki 「会心の一撃」"         | Yojiro Noda    | 5:35    |  |

#### Disco 2 - Extra Track & Encore Selection
| N.º | Título                                                     | Compositor(es) | Duração |  |
| 1.  | "Hyper Ventilation" (Faixa Extra de Human Bloom Tour 2017) | Yojiro Noda    | 5:05    |  |
| 2.  | "Gogatsu no Hae 「五月の蝿」"                              | Yojiro Noda    | 1:51    |  |
| 3.  | "Haru-tō 「春灯」"                                         | Yojiro Noda    | 5:21    |  |
| 4.  | "25 Ko-me no Senshokutai 「25ｺ目の染色体」"                | Yojiro Noda    | 2:13    |  |
| 5.  | "Sayonara Kara 「サヨナラCOLOR」"                          |                | 6:29    |  |
| 6.  | "Futarigoto 「ふたりごと」"                                | Yojiro Noda    | 7:00    |  |
| 7.  | "Ofuro Agari No 「お風呂あがりの」"                        | Yojiro Noda    | 4:57    |  |
| 8.  | "Shūkan Shōnen Janpu「週刊少年ジャンプ」"                  | Yojiro Noda    | 5:55    |  |
| 9.  | "Ōdā Meido 「オーダーメイド」"                             | Yojiro Noda    | 6:59    |  |
| 10. | "Chōchō Musubi 「蝶々結び」"                               | Yojiro Noda    | 5:00    |  |
| 11. | "Yume Banchi 「夢番地」"                                   | Yojiro Noda    | 5:28    |  |
| 12. | "Yūshinron 「有心論」"                                     | Yojiro Noda    | 6:18    |  |

## Créditos

### Integrantes
- Yojiro Noda - vocal, guitarra, piano
- Akira Kuwahara - guitarra
- Yusuke Takeda - baixo
- Satoshi Yamaguchi - bateria
- Mizuki Mori - bateria suporte
- Toshiki Hata - bateria suporte